# Primo acquerello astratto
Primo acquerello astratto è un dipinto a matita, acquerello e inchiostro di china su carta (49,6×64,8 cm) datato 1910, ma realizzato nel 1913 da Vasilij Kandinskij. È conservato nel Centre Pompidou di Parigi.
La critica fa iniziare l'Astrattismo da questo quadro.

## Descrizione
L'acquerello si presenta come uno schizzo informe ricongiungibile a uno scarabocchio infantile, con un impeto ed una libertà espressiva propri dei bambini che non provengono da un'antecedente esperienza visiva e concreta, ma dal bisogno istintivo di esprimersi graficamente. Fa parte della prima fase astrattista di Kandinskij e dunque si basa su contorni poco segnati, su un uso pastoso del colore, senza un disegno preparatorio, e si contraddistingue per l'impostazione gestuale della composizione. L'immagine è caratterizzata da una profusione di diversi grafismi e macchie colorate: alcune grosse velature espanse e trasparenti, situate in particolare nella parte alta del foglio, sembrano introdurre nella superficie bianca un senso di profondità fluttuante. La parte unificante è lo sfondo bianco della carta, inteso come il confine della forma colorata. L'artista rappresentò e concepì lo spazio come liquido, neutro, in cui le linee e i segni leggeri a matita e a penna fluttuano sulla superficie con un andamenti ritmicamente concitati e simboleggiano la sonorità interiore derivante dalla scomposizione delle forme naturali.
Le forme e i segni che galleggiano sulla tela assomigliano a dei microrganismi biologici o a delle cellule viventi, infatti le amebe e le cellule compaiono spesso nei dipinti di Kandinskij. I colori, prevalentemente primari, divengono espressione dell'anima, e ogni tono assume un proprio effetto psichico. Nell'elaborazione di queste sue teorie ha un ruolo anche la dottrina teosofica, di cui Kandinskij era un conoscitore e alla quale si accostarono in seguito vari pittori astrattisti. Il campo dell'opera è privo di prospettiva, senza centro, né ordine apparente. Infatti il caos compositivo è soltanto apparente, poiché scaturisce dalla volontà di creare combinazioni tra colori caldi e freddi nella composizione cromatica, tra forme circolari e lineari. Per Kandinskij l'arte è paragonabile alla musica, perché non imita la natura, ma è astratta, è pura espressione dell'interiorità.

## Analisi
Fu lo stesso Kandinskij a rivelare in una sua dichiarazione la nascita dell'arte astratta. In questo acquerello si è proposto di sperimentare il primo contatto verso l'astrazione, avvalendosi di una tecnica che permette maggiore scioltezza espressiva e rapidità, e probabilmente è un'opera eseguita nella fase di gestazione della Composizione VII dipinta in quel periodo. Kandinskij inizia a domandarsi quale significato percettivo e sonorità interiore possano avere le forme e i colori in sé per sé, cominciando così una disamina sulle funzioni emotive che i diversi elementi del linguaggio figurativo possiedono in sé stessi.  Infatti, da questo momento le forme e i colori del mondo reale sono filtrati dalla sensibilità dell'artista, fino ad assumere una connotazione personale: Kandinskij le fa spostare sulla tela, avvicinare o allontanare dallo spettatore, le fa muovere dalla superficie, suscitando e amplificando sensazioni contrastanti o armoniose, di dramma o di quiete. Si tratta di forme non-oggettive, sempre meno riconoscibili, che non si trovano in natura, ma sono il risultato di un'operazione mentale dell'artista plasmata dal suo filtro interiore, ossia un processo di astrazione.